# Ревнощі (фільм)
Ревнощі (англ. Heartburn) — американська мелодрама 1986 року.

## Сюжет
У Рейчел і Марка у минулому численні романи і невдалі шлюби. Вона — письменниця з Нью-Йорка, її книги добре видаються. Він — талановитий журналіст з Вашингтона, красунчик, бабій і ловелас. Але вони полюбили одне одного і знову хочуть випробувати радощі сімейного життя. Тому Рейчел одружується з Марком, переїжджає до нього в Вашингтон, народжує дітей і намагається побудувати спільне життя. Але одного разу вона дізнається, що весь цей час у чоловіка був роман з іншою жінкою. Рейчел йде від Марка, однак незабаром у нього з'явиться ще один шанс повернути сім'ю.

## У ролях
| Актор               | Роль                   |
| ------------------- | ---------------------- |
| Меріл Стріп         | Рейчел Самстат         |
| Джек Ніколсон       | Марк Форман            |
| Стокард Ченнінг     | Джулі Сігел            |
| Джефф Деніелс       | Річард                 |
| Мілош Форман        | Дмитро                 |
| Стівен Хілл         | Гаррі Самстат          |
| Кетрін О'Гара       | Бетті                  |
| Морін Степлтон      | Вера                   |
| Керолайн Аарон      | Джудіт                 |
| Річард Мазур        | Артур Сігел            |
| Мемі Гаммер         | Енні Форман            |
| Карен Ейкерс        | Тельма Райс            |
| Аїда Лінарес        | Хуаніта                |
| Анна Марія Хорсфорд | Делла                  |
| Рон МакЛарті        | детектив Ендрю О'Браєн |
| Кеннет Велш         | докто Аппель           |
| Кевін Спейсі        | злодій у метро         |